# 2020년 하계 올림픽 남아프리카 공화국 선수단
2020년 하계 올림픽 남아프리카 공화국 선수단은 2021년 일본 도쿄에서 열린 2020년 하계 올림픽에 참가한 올림픽 남아프리카 공화국 선수단이다.
남아프리카공화국은 2020년 도쿄 하계 올림픽에 출전했다. 원래 2020년 7월 24일부터 8월 9일까지 열릴 예정이었던 올림픽은 코로나19 범유행으로 인해 2021년 7월 23일부터 8월 8일로 연기되었다. 이는 아파르트헤이트 이후 시대에 미국이 8회 연속 올림픽에 출전한 것이며, 하계 올림픽 역사상 전체 20번째였다.
대회가 시작되기 일주일 전, 올림픽선수촌에 머물던 축구선수 2명과 영상분석가 1명이 코로나19 양성반응을 보였다.

## 출전 선수
| 종목           | 남자 | 여자 | 전체 |
| -------------- | ---- | ---- | ---- |
| 아티스틱스위밍 | 0    | 2    | 2    |
| 육상           | 25   | 5    | 30   |
| 사이클         | 7    | 4    | 11   |
| 다이빙         | 0    | 2    | 2    |
| 승마           | 0    | 2    | 2    |
| 하키           | 16   | 16   | 32   |
| 축구           | 17   | 0    | 17   |
| 골프           | 2    | 1    | 3    |
| 체조           | 0    | 2    | 2    |
| 유도           | 0    | 1    | 1    |
| 조정           | 6    | 0    | 6    |
| 럭비           | 12   | 0    | 12   |
| 요트           | 3    | 0    | 3    |
| 스케이트보드   | 2    | 2    | 4    |
| 스포츠클라이밍 | 1    | 1    | 2    |
| 서핑           | 0    | 1    | 1    |
| 수영           | 8    | 9    | 17   |
| 트라이애슬론   | 2    | 2    | 4    |
| 수구           | 13   | 13   | 26   |
| 전체           | 115  | 64   | 179  |

## 같이 보기
- 올림픽 남아프리카 공화국 선수단